# بيريت ماري
بيريت ماري (بالفرنسية: Pierrette Mari)‏ هي ملحنة وكاتِبة فرنسية، ولدت في 1929 في نيس في فرنسا.